# Ербеццо
Ербеццо (італ. Erbezzo, вен. Erbezo) — муніципалітет в Італії, у регіоні Венето,  провінція Верона.
Ербеццо розташоване на відстані близько 440 км на північ від Рима, 105 км на захід від Венеції, 22 км на північ від Верони.
Населення — 759 осіб (2014).
Щорічний фестиваль відбувається 3 травня. Покровитель — San Filippo.

## Демографія
Населення за роками:

Станом на 1 січня 2023 року в муніципалітеті офіційно проживало 70 іноземців з 16 країн, серед них 20 громадян країн Євросоюзу.

## Сусідні муніципалітети
- Ала
- Боско-К'єзануова
- Греццана
- Сант'Анна-д'Альфаедо